# Sundowner

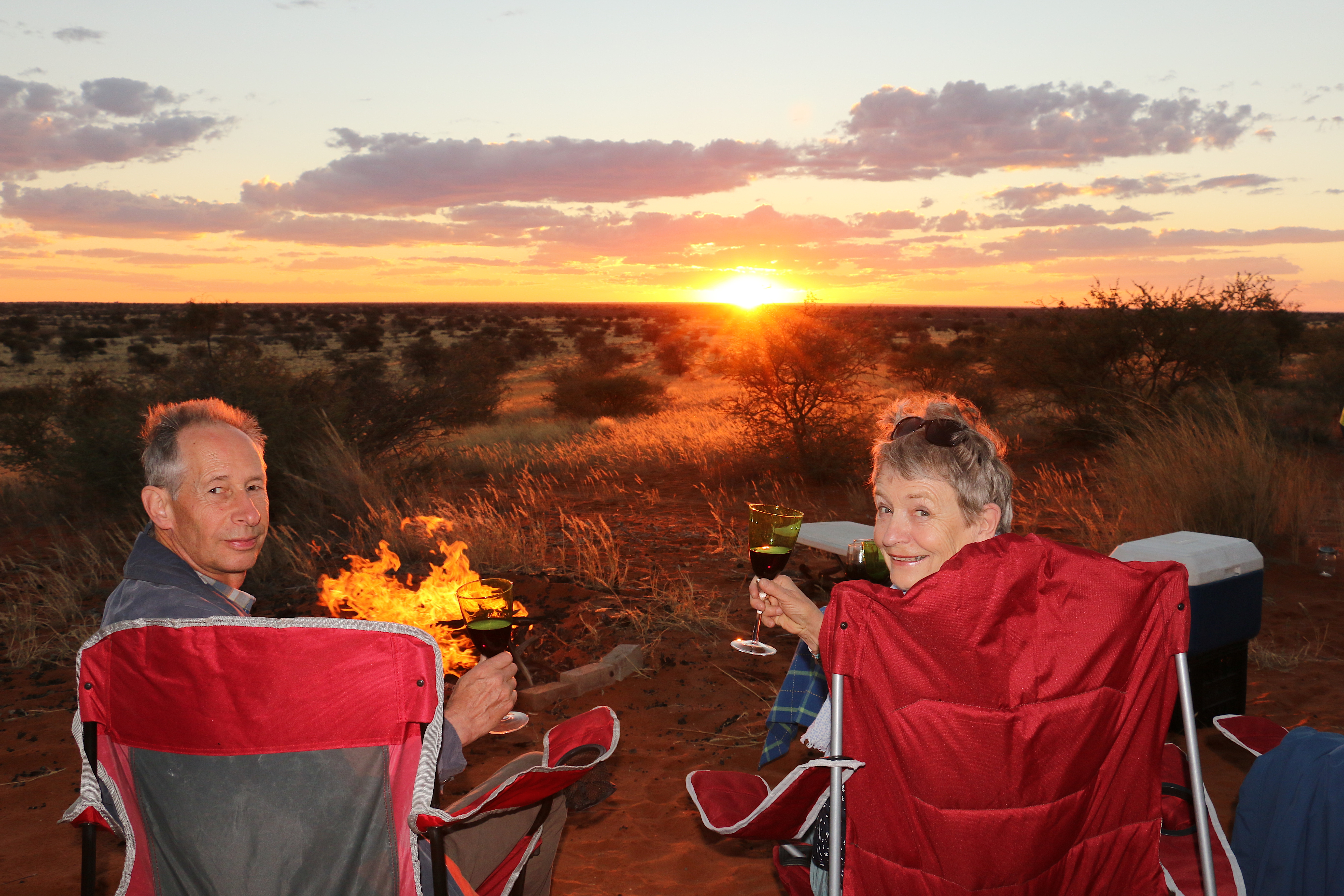
Sundowner in der Kalahari

Bei einem Sundowner (englisch für etwa Sonnensenker) oder Dämmerschoppen handelt es sich um ein alkoholisches Getränk, das zum Sonnenuntergang getrunken wird. Man kommt in der Regel für etwa eine halbe Stunde zusammen und meistens bleibt es bei einem, höchstens zwei alkoholischen Getränken.
In englisch geprägten afrikanischen Ländern wird der Sundowner heute noch gerne von den Reiseunternehmen gepflegt. Hierzu trifft man sich innerhalb der Reisegruppe zur gemeinsamen Beobachtung des Sonnenunterganges mit einem Getränk. Auch unter Privatleuten in südlichen und tropischen Ländern ist die Einladung „zum Sundowner“ eine häufige Praxis.
Eine These lautet, dass der Sundowner bei der Britischen Marine eingeführt worden sei: Da sich die Offiziere eines Schiffes aufgrund der zeitlich versetzten Wachdienste nur selten vollzählig trafen, haben Kapitäne das Ritual des Sundowners eingeführt, damit wenigstens einmal am Tag eine Zusammenkunft aller stattfindet.